# Configuratie (scheikunde)
De configuratie van een molecuul, of moleculaire configuratie is de karakteristieke ruimtelijke rangschikking van de atomen in dat molecuul. Deze rangschikking geldt alleen als de molecuuldelen een vaste positie ten opzichte van elkaar hebben die niet kan worden veranderd dan door het verbreken van een binding tussen twee atomen. Het simpelweg draaien om een enkelvoudige binding wordt niet beschouwd als een aanpassing van de configuratie, maar wordt conformatieverschil genoemd. 
Moleculen die dezelfde atomaire opbouw hebben, maar een verschil vertonen in ruimtelijke structuur, dat niet is op te heffen door draaiing rond enkelvoudige bindingen, worden configuratie-isomeren genoemd. Configuratie-isomeren zijn een vorm van stereo-isomeren en kunnen worden opgedeeld in cis-trans-isomeren (met een dubbele binding of ringen), enantiomeren (spiegelbeeld) en diastereomeren (niet spiegelbeeld).
De configuratie kan van invloed op eenvoudige fysische eigenschappen als kookpunt en oplosbaarheid, met name bij cis-trans-isomeren. Andere isomeren kunnen slechts van elkaar worden onderscheiden door middel van polarisatie. Scheiden van deze isomeren kan dan alleen met behulp van andere asymmetrische stoffen, die verschillend inwerken op de ene vorm en op de andere vorm.
Verschillen in configuratie zijn terug te vinden in de naam van het molecuul. Afhankelijk van het soort molecuul en de configuratievorm kan het onderscheid worden gemaakt door middel van
- cis trans bij cis-trans-isomeren
- + en − om aan te geven of een stof links- of rechtsdraaiende invloed op gepolariseerd licht heeft
- D (Dextro, rechts) en L (Laevo, links) bij suikers en aminozuren, de structuur wordt gerelateerd aan D- en L-glyceraldehyde
- R (Rectus, rechts) en S (Sinister, links) om de absolute configuratie te bepalen op basis van prioriteit van de molecuuldelen die aan het asymmetrisch atoom zitten.

## Geschiedenis van +/− D/L en R/S aanduidingen
Op basis van waarnemingen is rond 1850 vastgesteld dat er verbindingen bestonden die slechts van elkaar verschilden in de richting waarin het polarisatievlak van gepolariseerd licht gedraaid wordt. Alle andere fysische en chemische eigenschappen zijn identiek.  Wijnsteenzuur is hier een bekend voorbeeld van.  Bij gebrek aan mogelijkheden om de twee verbindingen op een andere manier te onderscheiden werd de draairichting opgenomen in de naam: "+" en "−".
In 1874 legde van 't Hoff de relatie tussen optische activiteit en de ruimtelijke structuur van een molecuul.  Hij was echter niet in staat om de waargenomen draairichting te koppelen aan een van de twee configuraties.
Met het voortschrijden van de synthetische mogelijkheden werd het in de loop van de laatste helft van de 19e eeuw mogelijk de configuratie van moleculen aan elkaar te relateren. Ook werd het mogelijk binnen één molecuul de onderlinge relatie van bijvoorbeeld OH−groepen te bepalen.  Veel voorkomende suikers werden op die manier gekoppeld aan de "+" en "−" van glyceraldehyde.  Omdat de draairichting van gepolariseerd licht de resultante is van een aantal effecten kan niet gesteld worden dat alle suikers die structureel met +-glyceraldehyde samenhangen ook een positieve draairichting vertonen, werd de aanduidingen "D" en "L" voor gerelateerd aan respectievelijk "+" en "−"-glyceraldehyde aan de suikernaam toegevoegd.
Pas in de tijd van de Röntgendiffractie werd het mogelijk de absolute configuratie van +- en --glyceraldehyde te bepalen, waarmee het mogelijk werd de absolute structuur in de naam vast te leggen met de R/S-aanduiding.